# Chino Moreno
Camilo Wong Moreno (Sacramento, Califòrnia, 20 de juny de 1973), més conegut com a Chino Moreno, és un músic nord-americà. És cantant, i ocasionalment guitarrista, de la banda de metal alternatiu Deftones.
Chino figura en el lloc 51 en la llista dels 100 millors vocalistes del metall de tots els temps segons la revista Hit Parader.

## Biografia
Chino Moreno va néixer a Sacramento, Califòrnia i té ascendència xinesa per part de mare i ascendència mexicana per part paterna.
Va tenir el seu primer contacte amb la banda després de passar amb èxit una prova de cant davant els que serien els seus companys. Ja dins la banda, comencen a assajar mentre estudien batxillerat a l'institut. A partir de llavors, gairebé vint anys de carrera amb Deftones, vuit àlbums d'estudi, una maqueta i un disc recopilatori de rareses. Tot això acompanyat de contínues gires mundials i el reconeixement del públic i la crítica a una de les bandes fonamentals en el desenvolupament dels orígens del nu metall, però amb un estil propi, un so que caracteritza a Deftones de les altres bandes de metal alternatiu. La recompensa va arribar l'any 2001 amb la concessió del premi Grammy a la Millor Actuació Metall, pel tema "Elite", de l'àlbum White Pony.
Una de les característiques principals de Chino Moreno és la capacitat creativa que tan bones crítiques ha rebut per les seves lletres, la seva veu i el propi so Deftones on combinen riffs durs i veus esquinçades amb ambients melòdics més eteris i subtils. Chino ha tingut una gran influència de grups dels anys 1980 com The Cure, on admet que "trec moltes idees d'ells, no tant dels seus temes pop, sinó de la música més fosca, la que usa més metàfores. M'inspiro en les seves escenes, en els seus sentiments. M'agrada no dir les coses directament, sinó que hagin d'interpretar-se, desenterrar el sentit. Molta de la música amb la qual vaig créixer en els vuitanta era així".
Té dos fills del seu primer matrimoni amb Celeste Schroeder, que es diuen Kristian i Jakobe. L'any 2012, es va casar amb Risa Mora amb qui té una filla anomenada Lola.

### Projectes paral·lels
Durant l'enregistrament de White Pony, Chino va començar a treballar en la creació d'un projecte paral·lel a Deftones, on pogués desenvolupar músiques experimentals que tant li han influït i que ha transmès a Deftones. Per tant, en 2000 va fundar Team Sleep, una banda de trip hop, rock experimental i ambiental. I és que Chino Moreno ha treballat amb diverses bandes mentre desenvolupava la seva carrera musical a Deftones. Bandes com Cypress Hill, Will Haven o Far han rebut la seva col·laboració i el suport. "No és que vagi buscant estar en els discos d'altra gent. Si m'ho demanen i són bona gent, amics o un grup que respecto llavors faig alguna cosa amb ells. Amb Cypress Hill, ells em van cridar i jo sempre he estat un fan del grup així que treballar amb ells era un privilegi. Quant als grups als quals donem suport, no ho fem perquè siguin grans, sinó perquè si gaudeixo amb ells vull que molta altra gent també ho faci".

## Equipament[calcitació]

### Guitarres
- Gibson 1961 SG
- Fender Mustang
- Fender Jaguar
- ESP Viper 301

### Amplificadors i gabinets
- Orange Music Electronic Company KT88 180watt Amplifier.
- Orange Music Electronic Company 4x12 Cabinets.
- Marshall 1960B 4x12 Cabinet.
- ISP Technologies Vector SL 600 watt 15" Guitar Subwoofer cabinets.

### Efectes
- Boss CE5 Chorus
- Boss DD6 Delay
- Diversos pedals d'efectes Boss.

### Micròfons
- Micròfon Shure SM58

## Participacions[calcitació]
Chino Moreno va ser músic convidat d'altres bandes gravant les següents cançons:
- "Wicked" - Cover d'Hissi Cube en el disc Life Is Peachy de Korn (1996).
- "Will To Die" - del disc In This Defiance de Strife (1997).
- "First Commandment" - del disc Soulfly de Soulfly (1998).
- "Bender" - del disc Home de Sevendust (1999)
- "(Rock) Superstar" - del disc Skull and Bones de Cypress Hill (2000).
- "Danger Girl" - del disc Tried + True de Tinfed (2000).
- "Pain" - del disc Primitive de Soulfly (2000).
- "Things!" - del disc Hesher de Hesher (2001).
- "Ashamed" - del disc Never A Dull Moment de Tommy Lee (2002).
- "The Hours" - del disc White People de Handsome Boy Modelling School (2004).
- "Paralytic" i "Crashing Down" - del disc Vices de Dead Poetic (2006).
- "Zombie Eaters" - cover de Faith No more del disc The Undercover Sessions de Ill Niño (2006).
- "Rock for Light" - del disc Family Compilation Vol. 3 de Bad Brains (2006).
- "A Day In The Life Of A Poolshark (remix)" - del disc A Day In The Life Of A Poolshark de Idiot Pilot (2006).
- "Fistful of Nothing" - del disc Runs Astray de Atomic Six (2007).
- "Vengeance is Mine" - del disc Droid de Droid (2007).
- "Wall" - del disc HAKAI de Wagdug Futuristic Unity (2008).
- "Caviar" - del disc Dance Gavin Dance de Dance Gavin Dance (2008).
- "Say It Ain't So" - Cover de Weezer.
- "Surrender your sons"-del disc "The Antimother" de Norma Jean (2008).
- "Reprogrammed to Hate" - del disc A New Era of Corruption de Whitechapel (2010)..
- "Razors Out" - del disc The Raid: Redemption Score de Mike Shinoda (2012).
- "Hexes" - del disc Resident Evil: Retribution de Bassnectar (2012).
- "Right Outside" - del disc Beautiful Things d'Anthony Green (2012).
- "Embers" - del disc Sturm und Drang de Lamb Of God (2015)

## Discografia[calcitació]

### AmbDeftones
- Adrenaline (1995, Maverick Records/Warner Bros.)
- Around the Fur (1997, Maverick Records/Warner Bros.)
- White Pony (2000, Maverick Records)
- Deftones (2003, Maverick Records)
- Saturday Night Wrist (2006, Maverick Records)
- Diamond Eyes (2010, Warner Bros. Records/Represa Records)
- Koi No Yokan (2012, Represa Records)
- Gore (2016, Represa Records)

### AmbTeam Sleep
- Team Sleep - (2005)

### Amb Crosses (†††)
- Crosses - (2011) (Sumerian Records)
- Crosses - (2014) (Sumerian Records)

### AmbPalms
- Palms - (2013) (Ipecac Recordings)